# Войцеховиці (Опатовський повіт)
Войцеховіце (пол. Wojciechowice) — село в Польщі, у гміні Войцеховиці Опатовського повіту Свентокшиського воєводства.
Населення — 326 осіб (2011).
У 1975-1998 роках село належало до Тарнобжезького воєводства.

## Демографія
Демографічна структура на день 31 березня 2011 року:
|          | Загалом | Допрацездатний вік | Працездатний вік | Постпрацездатний вік |
| -------- | ------- | ------------------ | ---------------- | -------------------- |
| Чоловіки | 157     | 36                 | 102              | 19                   |
| Жінки    | 169     | 43                 | 84               | 42                   |
| Разом    | 326     | 79                 | 186              | 61                   |